# Barmer TV 1846 Wuppertal
Barmer TV 1846 Wuppertal is een omnisportvereniging uit Wuppertal in de Duitse deelstaat Noordrijn-Westfalen. De voetbalafdeling en de basketbalafdeling (dames) zijn het bekendst.

## Basketbaltak
De damesbasketbalafdeling van de vrouwen won elf keer de Basketball Bundesliga in 1989, 1993, 1994, 1995, 1996, 1997, 1998, 1999, 2000, 2001 en 2002. Ook werden ze twaalf keer Deutscher Pokalsieger in 1989, 1992, 1993, 1994, 1995, 1996, 1997, 1998, 1999, 2000, 2001 en 2002. Ook haalde Wuppertal twee keer de finale om de EuroLeague Women in 1996 en 1997. In 1996 wonnen ze van Pool Comense uit Italië met 76-62. In 1997 verloren ze van CJM Bourges Basket uit Frankrijk met 52-71. In 2002 stopte de basketbaltak van de club.

## Overig
Naast de basketbal- en voetbalafdeling heeft de club nog andere afdelingen. Barmer TV 1846 biedt ook  atletiek, schaatsen, tennis, gymnastiek, cheerleading, gymnastiek, handbal, nordic walking, skiën en oriëntatielopen, aerobics, taekwondo en dansen.
Het sportcomplex aan de Heckinghauser Straße heeft een clubhuis, een ash pit, een kunstgrasveld en een atletiekbaan.

## Bekende basketbalspelers
- Marlies Askamp
- Christina Hahn
- Andrea Harder
- Martina Kehrenberg
- Petra Kremer (Kehrenberg)
- Ute Krätschmann
- Roli-Ann Nikagbatse
- Sophie von Saldern
- Carla Boyd
- Sandy Brondello
- Kristi Harrower
- Michele Timms
- Nathalie Lesdema